# Всё к лучшему (фильм, 1997)
«Всё к лучшему» (азерб. Hər şey yaxşılığa doğru) — короткометражный фильм азербайджанского режиссёра Вагифа Мустафаева, снятый в 1997 году.

## Сюжет
Действие фильма происходит в годы армяно-азербайджанского конфликта. Из-за неясного адреса две семьи получают уведомление о найденном трупе их родного в цинковом гробу. Однако, после того, как гроб открыли для опознания погибшего солдата, выясняется, что он не азербайджанец, а армянин, живший в Баку.

## В ролях
- Яшар Нури — Абдулгани
- Эльданиз Зейналов — музыкант
- Фирудин Мехтиев — старик в чёрных очках
- Джахангир Асланоглу — плачущий старик
- Нурия Ахмедова — родственница музыканта
- Мухтар Маниев — отец
- Лятифа Алиева — мать
- Бахрам Багирзаде — капитан милиции
- Аждар Гамидов — офицер
- Рафик Алиев

## Награды
- Приз «Уленшпигель»
- Приз жюри киноклубов МКФ в Оберхаузене (Германия, 1998).